# 원슈타인
원슈타인(영어: Wonstein, 본명: 정지원, 1995년 5월 6일 ~ )은 대한민국의 래퍼이다.

## 작품
| 작품명                              |                          |
| 타임캡슐 파트 1 (Youtube)           | 중3 ~ 고1                |
| 타임캡슐 파트 2 (Youtube)           | 14세 ~ 20세              |
| 타임캡슐 파트 3 (Youtube)           | 고3 ~ 20세               |
| 타임캡슐 파트 4 (Youtube)           | 19세 ~ 20세 경 (추정)    |
| 타임캡슐 파트 5 (Youtube)           | ~믹스테입 발매 전 (추정) |
| Replay (Mixtape)                    | 2014년 6월 11일          |
| 거미줄 (Single)                     | 2018년 12월 11일         |
| Frankenstein (Mixtape)              | 2019년 2월 20일          |
| Goat (Feat. 버벌진트)               | 2020년 4월 9일           |
| Zoo (EP)                            | 2020년 8월 23일          |
| Freak (Show Me the Money 9)         | 2020년 11월 20일         |
| 적외선 카메라 (Show Me the Money 9) | 2020년 12월 4일          |
| X – 나비 (Single)                   | 2020년 12월 21일 6시     |

## 참여 작품

### Featuring List
- 소년소년소년 'Domba', 'We Vibe'
- CUPE 'Over', 'Yellow'
- Kumira '스물'
- Leebido 'Business'
- Acacy 'Missing Calls'
- Lil 9ap 'Blue'
- Bluewoods '지폐'
- NOVEL 'Fo'sho'
- Dellan Afuz, Easymind '두려워서'
- Wet Boyz '이별1주년'
- 미소지음 'Anemone'
- 야간캠프 'Childish God', 'Night'
- Layer One '그녀가 모든걸 포기해버린 뒤에 내 머릴 돌로 내려치기 전까진'
- HD BL4CK '사이-My Side'
- Homeboy '#seoulcitypopfreestyle', 'Do the Love (해랑을 사요)', 'Star's Name (별의 이름)', ‘모습이 변했니’, '소풍'
- Jclef '나는 생각이 너무 많아'
- 2S ‘Model Walking’
- 황세현 ‘Call’
- 브라보 'Shine'
- 놀면뭐해
- 마미손 '사랑은', 'Money Serenade (머니세레나데)', '나 너 좋아해', ‘존나뻥’
- Beautiful Noise 'Noise'
- 강다니엘 ‘Save U’
- 쇼미더머니 10 '회전목마'
- 스물다섯 스물하나 '존재만으로'

### 기타 작품
- 오늘만 취하면
- 문
- 카페
- Can You Rap Like Me?
- 안아름답고 안아프구나
- 카메라만 있을 뿐
- 체리 라이브

## 출연 작품

### TV
- 2020년 Mnet 《Show Me The Money 9》 - 참가자(top8)
- 2020년 KBS 2TV 《유희열의 스케치북》- 게스트
- 2021년 MBC 《놀면 뭐하니?》- MSG워너비 멤버
- 2021년 MBC 《전지적 참견 시점》- 게스트
- 2021년 MBC 《황금어장 라디오스타》- 게스트
- 2021년 Mnet《Show Me The Money 10》 - sokodomo 회전목마 피쳐링
- 2021년 TV조선 《부캐전성시대》 - 고정출연 (부캐 '원슈')
- 2022년 TV조선 《내일은 국민가수 갈라쇼》 - 이병찬, 정동원과 합동 무대
- 2022년 TV조선 《아바드림》 - 커엽이
- 2022년 MBC 《복면가왕》 -굿나잇키스
- 2023년 채널A 《오은영의 금쪽 상담소》- 게스트

### 광고
- 갤럭시 버즈
- 닥터피엘